# Thomas Nyrienda
Thomas Nyrienda (Chililabombwe, Zambia, 28 de enero de 1986) es un futbolista de Zambia que juega en las posiciones de defensa y centrocampista con el Konkola Blades de la Primera División de Zambia.

## Carrera

### Club
| Periodo   | Club                 |
| --------- | -------------------- |
| 2006-2008 | Konkola Blades       |
| 2009–2010 | Zanaco FC            |
| 2011      | Konkola Blades       |
| 2012–2015 | Power Dynamos FC     |
| 2015–2019 | Ferroviário da Beira |
| 2020–2021 | UD Songo             |
| 2022–     | Konkola Blades       |

### Selección nacional
Jugó para Zambia en 26 ocasiones de 2009 a 2013, participó en la Copa Africana de Naciones 2010 donde falló el único penal en el desempate en los cuartos de final ante Nigeria, que terminó eliminado a Zambia del torneo.

## Logros
- Primera División de Zambia (1): 2009
- Copa ABSA (1): 2010
- Zambian Charity Shield (2): 2012, 2013
- Moçambola (1): 2016